# 遊戲牌

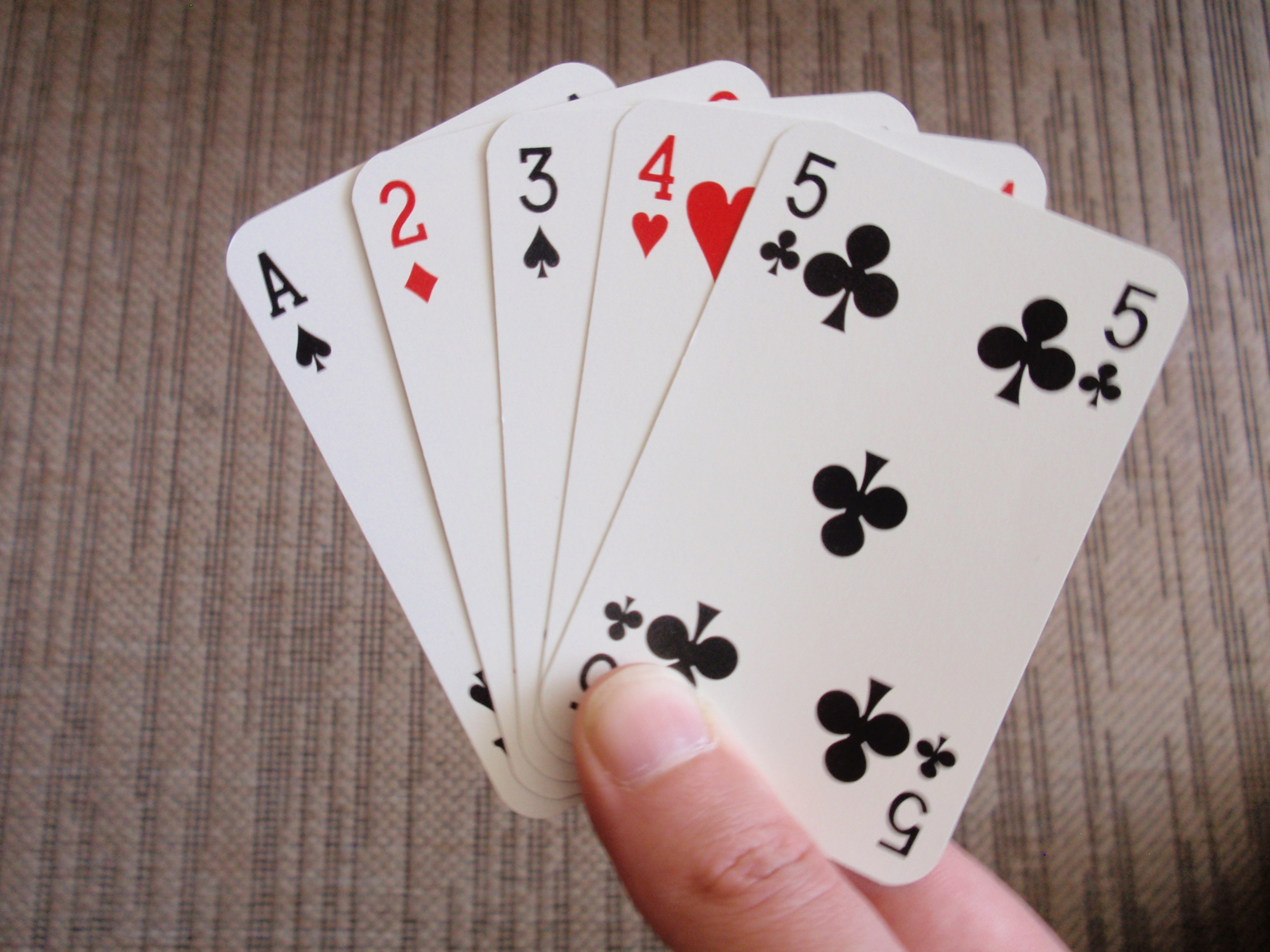
拿著的一堆遊戲牌

遊戲牌（英語：playing cards），是指以厚紙片、塑膠片等類似材質作的卡片，通常標有符號、數字，以多張組成呈現序數排列的牌組，作為卡片遊戲使用，也有用於占卜。

## 歷史

### 起源
關於遊戲牌起源還不是完全能夠確定，不過一般認為是源自於類似葉子戲的中國牌戲。
十四世紀時遊戲牌傳入歐洲，可能是經由馬木留克王朝，而產生了塔羅牌，已有四種花色。
早在14世紀或更早的時候，歐洲很多地方，出名的有紐倫堡、奧格斯堡和烏爾姆（Ulm），已經生産紙牌。在一份年代爲1299年的義大利文件中，已經提到塔羅牌。布拉本特公爵夫人約翰娜於1379年在荷蘭曾講授過紙牌，在西班牙至少於1371年已經有了紙牌。可能是摩爾人或撒拉遜人把紙牌從西班牙帶人義大利的，但是試圖說明紙牌一詞的西班牙語naipes與阿拉伯語nabi的相似性的意圖，沒有獲得成功。
1392年法國國王查理六世命令雅奎明·格林公紐爾手工繪製一副遊戲牌。法王所命令繪製的一副紙牌，不過是一副與其他早已使用的紙牌相類似的遊戲牌。當時的負責銀錢支付帳目的皇家司庫，曾講起過有三副紙牌，印成“金色和各種各樣的顔色，並帶有很多的裝飾，以爲我們的國王陛下娛樂之用。”其中的17張牌現存法國國立圖書館展出。
遊戲牌傳入英國的時間，比傳入歐洲其他國家更晚一些。喬叟於1400年去世，雖然他曾歷數當時的各種娛樂活動，但從未提到過紙牌：“他們跳舞，他們下棋和飲宴。”關於愛德華一世穿著帶翻邊的盛裝玩四個王（K）的遊戲的資料，幾乎肯定是指的某種其他遊戲，也許是某種形式的棋戲。資料中最早確鑿提到關於英國撲克牌的時間，是1465年，這一年英國的撲克牌製造商向愛德華四世申請禁止進口外國製造的撲克牌，並有一適當的法令可以作爲佐證。遊戲牌作为一种奢侈品，可为国家税收提供大宗的纳税来源，英国于1615年首先对遊戲牌征税。
C.P.哈格拉維在他所著的《遊戲牌歷史》一書中寫道：“有一個關於哥倫布和他的水手們的傳說故事，說這些水手酷愛賭博，當他們在茫茫而又神秘的大海上遭遇到風暴的襲擊時，他們由於迷信引起的恐怖，把他們的撲克牌全部扔進了大海。後來在他們到達了陸地之後，他們又爲這件魯莽的行動感到後悔，於是他們就在這個新的國度裏用一種樹葉又製成了一些紙牌，這些紙牌引起了印地安人的很大興趣。”噶塞拉索·德·納·威加所講的材料（《佛羅里達歷史》），說西班牙士兵在1534年那次遠征中，用皮製的牌玩。這個說法看來不僅僅只是一個傳說。墨西哥人很早就有了牌戲，當時墨西哥人稱之爲(amapa-tolli)，其中amapa的意思是紙片，而tolli的意思是遊戲。
人頭牌於十五世紀前半出現，約在1480年從法國發展出現在通行的四種花色。15世紀時通常把K當成是最大的牌，Ace則是最小的牌。現在將Ace當成最大，2當成最小的方式可能是從十八世紀晚期法國大革命後才開始的。

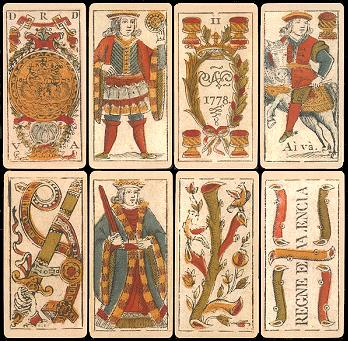
十八世紀的西班牙牌

在西班牙，人們玩西班牙牌，共40、48張卡牌，也可包含了兩張鬼牌。在瑞士，人們玩瑞士牌，共36張卡牌。在德國，人們玩德國牌，有24、32、36等張數。

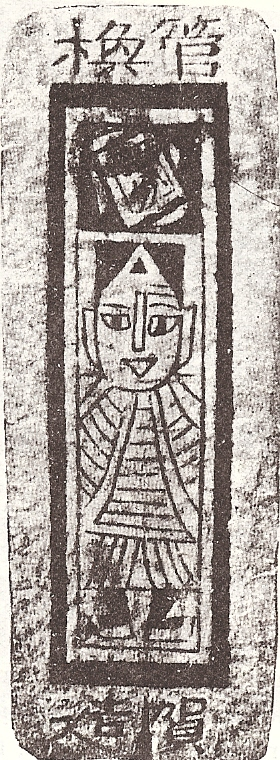
馬吊

明朝時，中國人玩一種叫馬吊的遊戲牌。中国纸牌与西方纸牌大不相同；中国纸牌呈窄长形，早期的纸牌还要更为窄和长。當今華人玩的傳統牌戲還有四色牌、十二生肖牌、水滸牌等。
有一种印度纸牌，一副有144张牌，分为8个花色，每一花色18张牌；另一种印度细牌每副120张牌，分为10个花色，每一花色12张牌。
由歐洲傳來的紙牌，在日本演變成天正札，有些則只剩一花色。

### 目前

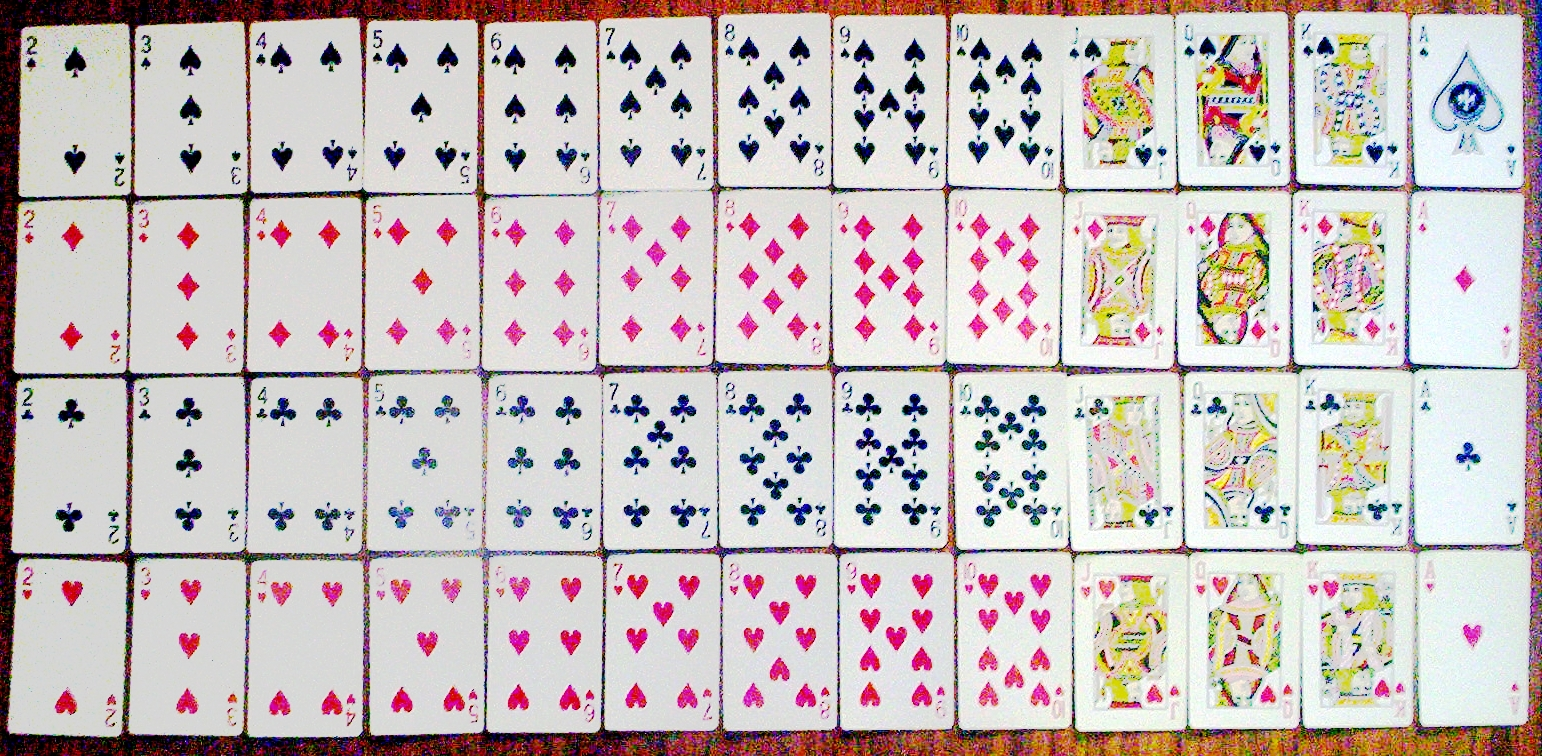
撲克牌（不含兩張JOKER）

當今最盛行的遊戲牌是改自52張卡牌的法國塔羅牌，因此兩者的人頭牌圖案也相同，然後美國商人再加入德國尤克牌的2張鬼牌，稱為英美牌（Anglo-American playing card）。這種類型引進華人界時，因為最常拿來玩撲克，因此慣稱為撲克牌。

## 扑克牌
如今在越南，扑克牌的图案通常源自法国。一副基本的牌包括54张牌，其中有52张普通牌：2-3-4-5-6-7-8-9-10-J-Q-K-A，组合成4种花色：两种红色分别是心和方，两种黑色分别是梅和桃，还有两张小丑牌，是黑色的，并带有不同的颜色。

## 在此之后的设计变化
扑克牌的设计引入了在角落和边缘标注的指数（即牌面值在牌的角落或边缘印有的标记），使玩家能够用一只手将牌靠拢并形成一叠扇形（而不是以前需要用两只手）。第一副使用拉丁式指数的牌据称是由Infirerra于1693年印制的，但这个特征通常直到18世纪末才变得流行。第一副美国牌（法国风格）采用了这一创新的是由Samuel Hart于1864年印制的Saladee's Patent。1870年，他与位于Lawrence & Cohen的兄弟继续推出了Squeezers牌，这是第一副具有这种指数的牌，后来变得非常流行。
此后，关于扑克牌可以倒置的创新应运而生。这一创意被认为是1745年法国艾让的一位扑克制造商提出的。然而，法国政府，掌控扑克牌设计，禁止印刷带有这一创新的牌。在中欧（Trappola牌组）和意大利（Tarocco Bolognese牌组），“倒置”的设计在18世纪后半受到应用。在英国，1799年，一副具有倒置功能的牌由Edmund Ludlow和Ann Wilcox注册了专利。带有这种设计的法国扑克牌于1802年左右由Thomas Wheeler印刷。
尖角容易磨损并可能暴露扑克牌的面值，因此它们被圆角所取代。在19世纪中叶之前，英国、美国和法国的玩家通常偏爱牌的反面是空白的。为了掩盖磨损并防止在反面写字，扑克牌被装饰上各种图案、图像、照片或广告。